# Rewizja kwartalna
Rewizja kwartalna - zmiana listy uczestników indeksu oraz wyznaczenie wielkości pakietów akcji spółek uczestniczących w indeksie. Jest przeprowadzana co kwartał po zamknięciu sesji giełdowej w drugi piątek pierwszego miesiąca kwartału tj. stycznia, kwietnia, lipca i października. 
Decyzje podejmowane są przez Komitet Indeksowy, według stanu na koniec poprzedniego kwartału. Przy debiucie giełdowym nowej spółki jej akcje są umieszczane w portfelu indeksu przy najbliższej rewizji kwartalnej.
W przypadku debiutu giełdowego nowej spółki, jej akcje są umieszczane w portfelu indeksu w ramach najbliższej rewizji kwartalnej.
Informacje o rewizji podawane są z co najmniej dwudniowym wyprzedzeniem na stronach internetowych GPW i DWS Polska TFI SA.
Źródło: http://www.gpw.pl